# フレックスハイスクール
フレックスハイスクールは定時制・通信制課程の単位制高等学校のこと。フレックススクールとも。

## 概要
昭和63年度(1988年 - 1989年)に単位制高等学校が定時制・通信制課程の高等学校に初めて設置された。平成5年度(1993年 - 1994年)より全日制課程の高等学校にも単位制を置くことが可能となったことからこれと区別し、通学時間に柔軟性がある(朝・昼・夜ないし昼・夜に授業が開講され選択の自由がある）定時制通信制高等学校の多部制の特色を指してフレックスハイスクールないしフレックススクールという呼称が使われるようになった。全国的に使用されている呼称ではなく、2019年現在では栃木県、群馬県、茨城県の関東3県と広島市立の高校で使用されている。

### 現状
定時制・通信制多部制高等学校を指すものとして栃木県において「フレックスハイスクール」、群馬県、茨城県において「フレックススクール」、広島市立広島みらい創生高等学校で「フレキシブル課程」の呼称を用いる。主に単位制単独の定時制・通信制高等学校（全日制に単位制が併設されていない学校）に対して使われる。群馬県のホームページでは「「フレックススクール」は本県独自の呼称です。」と紹介されているが茨城県でも用いられている。群馬県、栃木県に比べ、茨城県の定時制高校では「フレックススクール」の呼称をホームページで全面に押し出している。